# شهرستان وسیگونسکی
شهرستان وسیگونسکی (به لاتین: Vesyegonsky District) یک شهرستان در روسیه است که در استان تور واقع شده‌است.